# Napflix
Napflix est un site espagnol de vidéo en ligne, également appelé Napflix, siesta video platform, créé dans le but d'encourager la sieste,, dans un pays où la tradition de la « siesta » s'est en grande partie perdue, comme l'a montré une enquête de 2009 selon laquelle seulement 16 % des Espagnols la pratiquent tous les jours.
La tradition de la sieste en Espagne remonte à l'époque où le pays était une économie agricole et où les travailleurs évitaient ainsi les heures les plus chaudes de la journée. Mais comme aujourd'hui la plupart des Espagnols travaillent à l'intérieur et bénéficient de l'air conditionné, le premier ministre espagnol Mariano Rajoy a fait part en avril 2016 de son intention de bannir la sieste pour aligner les horaires de travail des Espagnols (qui font un break de deux ou trois heures durant l'après-midi et finissent de travailler à 8 heures du soir) sur ceux des autres Européens,.

## Historique
Cette version parodique du service américain de vidéos en ligne Netflix a été fondée par deux publicitaires de Barcelone, Víctor Gutierrez de Tena et Francesc Pérez Bonet et mise en ligne le lundi 24 octobre 2016,,,,.
Víctor Gutierrez a confié à Metro.co.uk qu'ils lancent un projet chaque année en dehors de leur job ordinaire et que, cette année (2016), ils ont  lancé le projet Napflix.
L'inspiration lui est venue en regardant un match de football sans intérêt, durant lequel il se mit à réfléchir à ce qu'il regarde au moment de la sieste pour trouver le sommeil : cela lui donna l'idée de rassembler ce genre de contenu sur une plate-forme pour mettre ce genre de vidéo en valeur.

## Contenu
Le nom, parodiant celui de Netflix, provient du mot anglais nap qui signifie sieste.
Le site diffuse des contenus jugés soporifiques, comme des concours de pétanque, une représentation du Lac des cygnes, un cours de physique quantique, une messe en latin, un documentaire sur la récolte des pommes, un trajet en métro, un documentaire sur les pandas, des poulets en train de rôtir, des bougies en train de brûler, de la pluie sur une fenêtre ou une partie d'échecs filmée en temps réel,,,,,,.
« Nous recherchons la monotonie et la répétition » précise l'un des fondateurs du site, Victor Gutierrez de Tena : « L'idée est de faire du divertissement ennuyeux, ou slow TV »,.
De Tena a expliqué à la station de radio espagnole Cadena Ser : « Nous choisissons le contenu en évaluant son côté ennuyeux, ou pour la musique d'ascenseur qui l'accompagne ».

## Accueil critique
Le quotidien britannique The Telegraph souligne que ce qui représente l'idée même de l'ennui pour une personne peut être la raison d'être de quelqu'un d'autre. Ainsi l'inclusion sur le site de vidéos montrant le Ballet Kirov interprétant le lac des Cygnes ou le chef d'orchestre André Rieu dirigeant un orchestre symphonique à Sydney pourrait offenser les fans de culture, selon le journal.
Le quotidien souligne également que Bonet et de Tena ne semblent pas être des fans de sport, car leur site montre le Tour de France 1992, un concours de saut à ski, un match de baseball, une compétition de pétanque en France  ainsi qu'un match de cricket.
La revue PCMag, de son côté, fait remarquer que c'est précisément la présence de technologie dans la chambre à coucher qui tient éveillé.
Quant au site web CNET, il a carrément testé Napflix. La journaliste Amanda Kooser a d'abord testé une vidéo montrant un poulet marchant à l'infini dans un décor Minecraft mais elle a trouvé la musique trop entraînante pour s'endormir. Elle a ensuite essayé un match de curling entre le Danemark et le Canada, mais étant fan de sport, elle l'a trouvé trop intéressant. Puis une lecture intitulée Einstein pour les masses mais le narrateur était trop passionnant pour l'emmener au pays des rêves. C'est finalement Zen Garden Sleep qui l'a expédiée au pays des songes, avec le spectacle d'une personne ratissant du sable pendant 45 minutes.
Quant au site 20minutes.fr, il a essayé successivement la vidéo d’une partie de Tetris, un documentaire sur les Aztèques et un documentaire sur les reptiliens avant de trouver son bonheur avec un match de curling.